# Samgwang-ri
Samgwang-ri (tiếng Hàn: 삼광리) là một phân cấp hành chính, hoặc ấp, nằm ở Onyang, Ulju, Ulsan, Hàn Quốc. Nằm ở phía Tây của Đường cao tốc Busan–Ulsan, phía Bắc của Oegwang-ri.

## Liên kết
- Trang chính thức Onyang (tiếng Hàn)